# Rainer Böhm (Pianist)

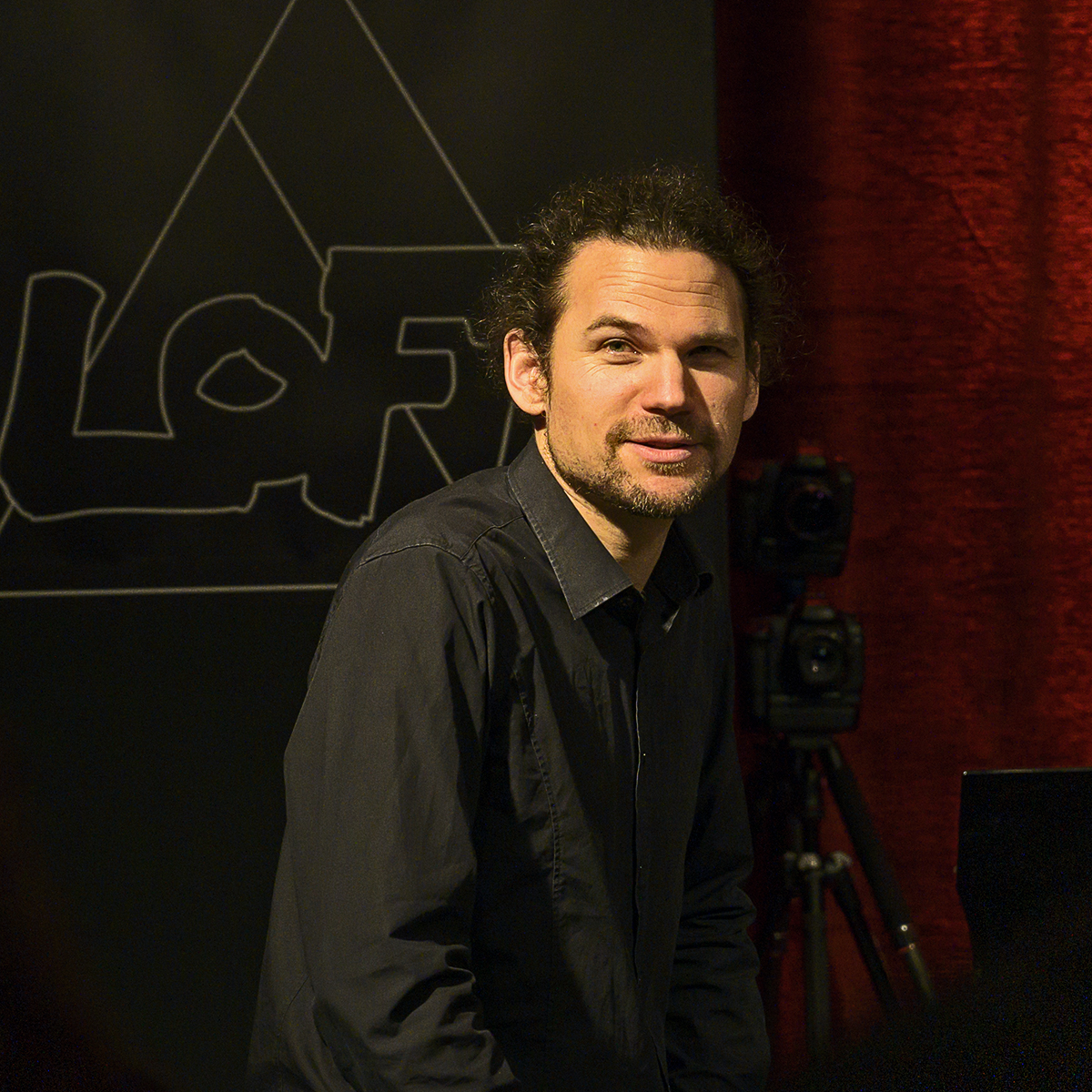
Rainer Böhm im Loft, Köln (März 2019)

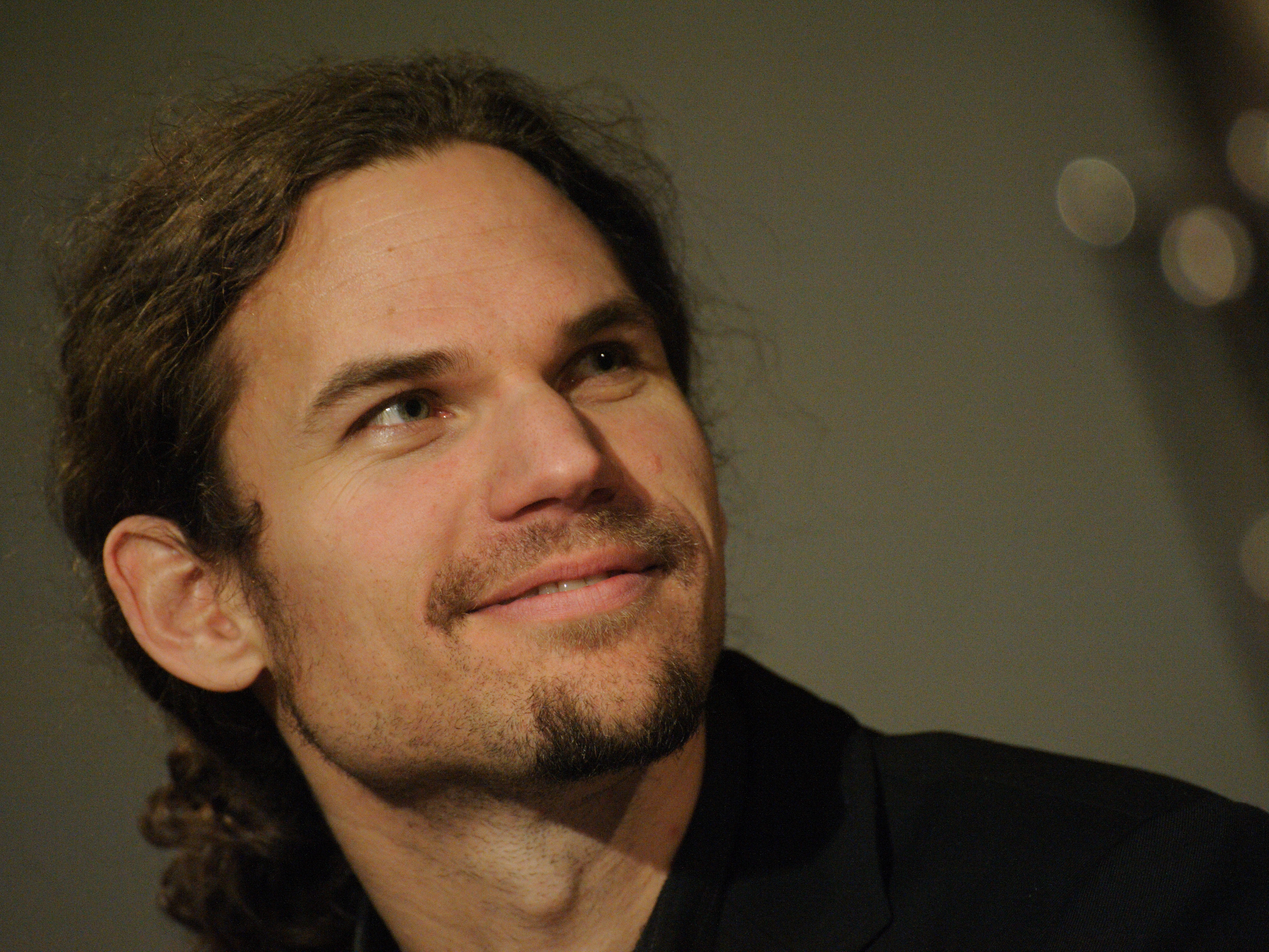
Rainer Böhm (Stadtkirche Darmstadt 2012)

Rainer Böhm (* 14. Oktober 1977 in Ravensburg) ist ein deutscher Jazzpianist, Komponist und Arrangeur.

## Leben und Wirken
Böhm erhielt ab dem Alter von vier Jahren Klavierunterricht. Als Jugendlicher gründet er ein eigenes Jazztrio. Von 1997 bis 2001 studierte er Jazz und Popularmusik an der Hochschule für Musik und Darstellende Kunst Mannheim. Sein Studium der Fächer Jazz-Klavier bei Joerg Reiter und Klassisches Klavier bei Andrea Breichler schloss er mit Bestnoten ab; zwischen 1998 und 2000 gehörte er dem Bundesjazzorchester an. Von 2007 bis 2009 absolvierte er ein Masterstudium am Queens College in New York City mit einem Stipendium des DAAD.
In New York gründete Böhm ein Trio mit Jeff Hirshfield und dem schottischen Bassisten Aidan O’Donnell, das 2009 das Album Red Line veröffentlichte und 2010 auch in Deutschland auf Tournee ging. Mit Ben Kraef hat er 2011 das Album Berlin – New York vorgelegt. Mit seinem Sextett Groove spielte er 2021 in der Radio Edition des JazzFest Berlin. Daneben spielt er seit langen Jahren mit der Mannheimer Gruppe L 14, 16. Weiterhin war er in den letzten Jahren mit Lutz Häfner, Jonas Sorgenfrei, dem Trio von Dieter Ilg, dem Trio von Giorgi Kiknadze und dem Quintett von Jürgen Seefelder und Ingrid Jensen auf Gastspielreise. In der Vergangenheit trat der Pianist auch mit Johannes Enders, Ari Hoenig, Rolf Kühn, Albert Mangelsdorff, Fritz Münzer, Thomas Siffling, Oliver Strauch, Malte Dürrschnabel und Randy Brecker auf. Böhm hat es laut Jazz Podium „zu einer außergewöhnlichen Präsenz in der Szene gebracht“.
Seit dem Sommersemester 2005 hatte Böhm (nach einer zuvor bereits erfolgten Lehrstuhlvertretung) einen Lehrauftrag für die Fächer Jazzklavier und Ensembleleitung an der Hochschule für Musik Mainz. Gegenwärtig (2018) hält er Professuren für Jazz Piano und Ensembleleitung an der Hochschule für Musik in Nürnberg sowie an der Hochschule für Musik und Darstellende Kunst in Mannheim.

## Preise und Auszeichnungen
Böhm gewann mit 18 Jahren den ersten Preis beim Jazzwettbewerb in Sigmaringen mit seinem Trio. Zwei Jahre darauf folgte der erste Preis beim Jazzwettbewerb seiner Geburtsstadt. Gegen Ende seines Studiums gewann er 2000 und 2001 jeweils den zweiten Preis beim „International Jazz Solo Piano Festival“ in Montreux. 2003 erhielt er den Internationalen Jazzpreis der Nürnberger Nachrichten und errang beim Wettbewerb „Jazz Hoeilaart International Belgium“ den ersten Preis sowohl in der Kategorie für den besten Solisten als auch in der Ensemblewertung. 2005 gewann er (ebenfalls als Solist und in der Ensemblewertung) den Preis des International Jazz Festival von Getxo in Spanien. 2007 gewann er den ersten Preis beim Internationalen Piano Solo Wettbewerb in Freiburg. 2010 wurde er mit dem Jazzpreis Baden-Württemberg ausgezeichnet als „ein hoch virtuoser und kreativer Pianist, der als überragender Solist und sensibler Begleiter in all seinen Formationen auch mit amerikanischen und europäischen Musikern überzeugen konnte.“ Bernd Konrad zur Entscheidung der Jury zur Verleihung des Jazzpreis Baden-Württemberg 2010. Vgl.
Für die mit L 14, 16 eingespielte CD erhielten die Musiker 2003 den Vierteljahrespreis der deutschen Schallplattenkritik; das Album wurde auch von der Fachzeitschrift Audio im Juni 2003 als „CD des Monats“ herausgestellt. 2016 erhielt er den Solistenpreis des Neuen Deutschen Jazzpreises und den 1. Preis als Mitglied des Bastian Jütte Quartetts.

## Diskographische Hinweise

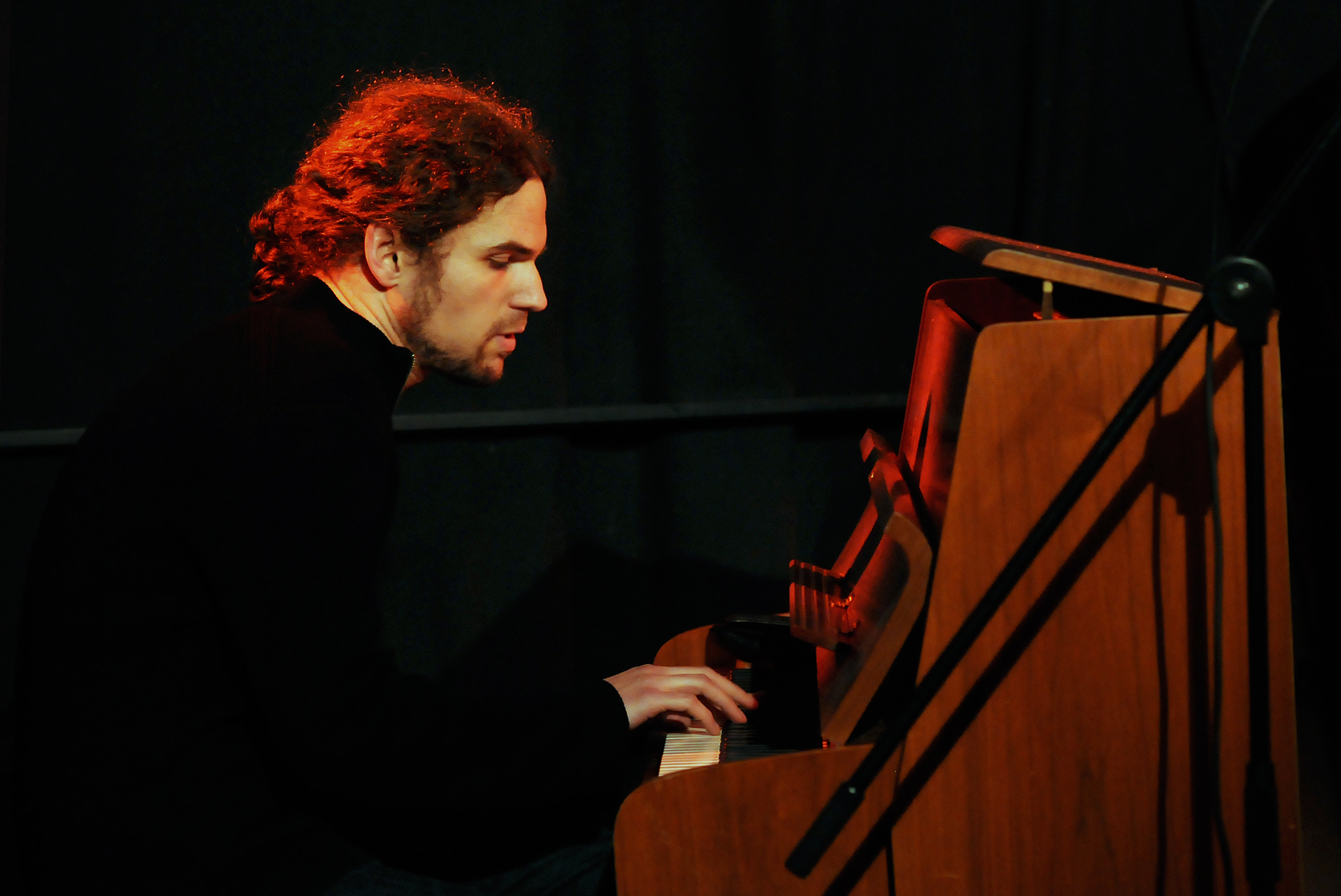
Rainer Böhm (im ARTheater Köln 2012)

- Johannes Enders & Rainer Böhm: Kokoro (Yellowbird 2021)[8]
- Rainer Böhm Solopiano: Hydor, Album (ACT, 2018)
- Lutz Häfner & Rainer Böhm: No Lonley Nights (C.A.R.E. Music, 2016)
- Rainer Böhm & Norbert Scholly: Juvenile, Album (Pirouet, 2015)
- Rainer Böhm Quartet (Johannes Enders ts, Phil Donkin b, Peter Gall dr): Familia, Album (Laika, 2014)[9]
- Rainer Böhm Trio (Jonas Burgwinkel, Drums; Henning Sieverts, Bass) – Standards. Live in der Stadtkirche Darmstadt (2014)
- Lutz Häfner & Rainer Böhm: Deep, Album (C.A.R.E. Music 2012)
- Ben Kraef & Rainer Böhm Berlin – New York (ACT 2011, mit John Patitucci, Marcus Gilmore)[10]
- Rainer Böhm Trio: Red Line, Album (Jazz4Ever Records, 2009)
- Böhm – Huber – Daneck Out of Standards (mit Matthias Daneck, Arne Huber; 2007)[6]
- Rainer Böhm featuring Johannes Enders: B (Jazz4ever Records, 2006)